# Château de Burgistein
Le château de Burgistein (allemand : Schloss Burgistein) est un château situé à Burgistein dans le canton de Berne en Suisse. Il est listé comme bien culturel d'importance nationale.

## Histoire
Le premier château de Burgistein est construit par Jordan I von Thun (plus tard von Burgistein) en 1260. Jordan III von Burgistein combat dans le camp battu par Berne lors de la guerre de Laupen en 1339. En représailles, l'armée bernoise attaque et détruit le château en 1340,. Il est reconstruit pendant les années qui suivent. En 1397, la famille von Burgistein s'éteint et Werner Münzer hérite du château. Au cours du siècle suivant différents propriétaires se succèdent jusqu'à son acquisition par la famille von Wattenwyl en 1484. Il passe ensuite à la famille von Graffenried en 1714. Le château du XIVe siècle est reconstruit aux XVe et XVIe siècles.
Le château est listé comme bien culturel d'importance nationale.